# Shalana Santana
Shalana Santana (Brasilia, 23 aprile 1983) è un'attrice brasiliana.

## Biografia
Inizia la carriera come modella in Brasile a vent'anni; nel 2006 si trasferisce a Milano e nel 2011 a Napoli, con l'ex compagno e padre di suo figlio, il dentista napoletano Alessandro Lukacs, ex concorrente del Grande Fratello 2. Sempre in quell'anno ha cominciato gli studi alla Scuola di cinema "La Ribalta". Dal 2014 ha iniziato la carriera nel mondo del cinema.
Nel 2018 ha partecipato all'episodio Don Matteo sotto tiro dell'undicesima stagione della serie TV Don Matteo e ha impersonato la professoressa Amina Venturi nel film Arrivano i prof di Ivan Silvestrini. Nel 2020 ha interpretato il ruolo di Marielita nella serie TV L'Alligatore. 

### Vita privata
Nel 2022 ha sposato l'attore napoletano Massimiliano Gallo dopo una relazione durata undici anni; con lui nel 2020 è interprete del video Fa caldo di Enzo Gragnaniello. La coppia ha una figlia, Artemisia, nata il 19 febbraio 2024.

## Filmografia

### Cinema
- The Grotto, regia di Giordany Orellana (2014)
- Ci devo pensare, regia di Francesco Albanese (2015)
- I tre colori dell'incanto, regia di Luigi Nappa – cortometraggio (2016)
- Bob & Marys - Criminali a domicilio, regia di Francesco Prisco (2018)
- Arrivano i prof, regia di Ivan Silvestrini (2018)
- Free - Liberi, regia di Fabrizio Maria Cortese (2020)

### Televisione
- Fuoco amico TF45 - Eroe per amore – serie TV, 4 episodi (2016)
- Il bello delle donne – serie TV (2016)
- Don Matteo – serie TV, episodio 11x18 (2018)
- L'Alligatore – serie TV, 7 episodi (2020)

## Teatro
- Resilienza 3.0 di Massimiliano Gallo (2021-2022)
- Stasera, punto e a capo! di Massimiliano Gallo (2022-in corso)